# Exetastes callipterus
Exetastes callipterus là một loài tò vò trong họ Ichneumonidae.